# Landwirtschaftliche Zeitschrift Rheinland

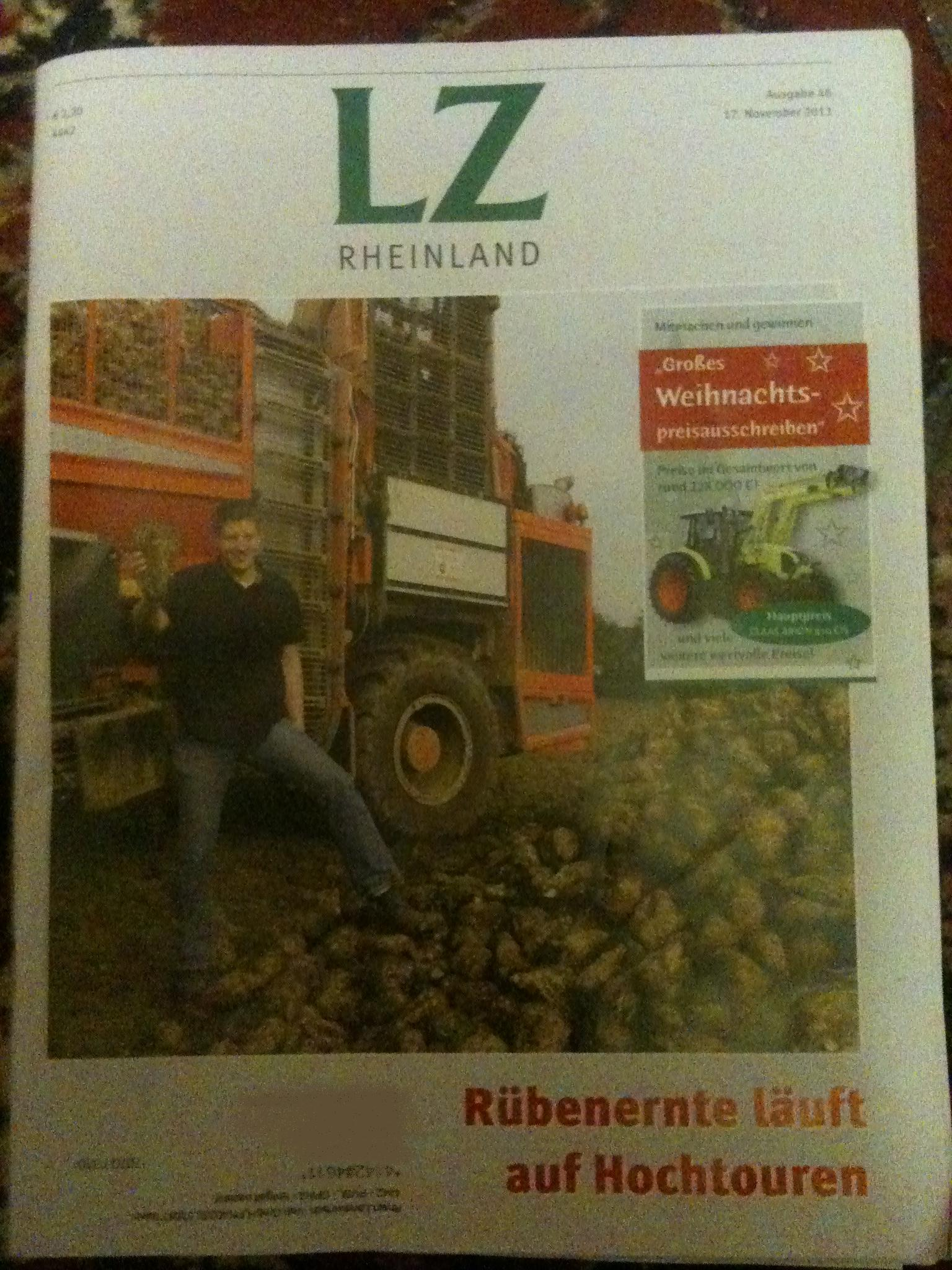
LZ Rheinland aus dem Jahr 2011

Die Landwirtschaftliche Zeitschrift Rheinland (LZ) ist eine Fach- und Familienzeitschrift im Rheinland, (Regierungsbezirke Düsseldorf und Köln). Sie gehört zu den insgesamt elf regionalen landwirtschaftlichen Wochenblättern in Deutschland und erscheint mit einer Auflage von wöchentlich 20 000 Exemplaren und erreicht  – im Abonnement vertrieben – über 95 % der landwirtschaftlichen Betriebe im Verbreitungsgebiet.
Als Fachzeitschrift informiert sie über das aktuelle agrar- und umweltpolitische Geschehen. Gleichzeitig enthält sie Informationen über produktionstechnische und betriebswirtschaftliche Themen, Rechts- und Steuerfragen sowie familiäre und sozialpolitische Inhalte. Die Berichterstattung über regionale Brennpunkte steht im Mittelpunkt.
Die LZ erscheint im „Rheinischen Landwirtschaft-Verlag“, ist Presseorgan des Rheinischen Landwirtschafts-Verbandes und Amtsblatt der Landwirtschaftskammer Nordrhein-Westfalen für den Landesteil Rheinland. Sie wurde im Jahr  1833 als „Niederrheinischer Anzeiger für Staats- und Landwirtschaftslehre“ gegründet und erschien nach dem Zweiten Weltkrieg im Jahr 1946 zunächst als „Landwirtschaftliche Zeitschrift der Nord-Rheinprovinz“ und seit 1966 als „Landwirtschaftliche Zeitschrift Rheinland“.